# (5591) Koyo
(5591) Koyo (1990 VF2) – planetoida z pasa głównego asteroid okrążająca Słońce w ciągu 4,64 lat w średniej odległości 2,78 j.a. Odkryta 10 listopada 1990 roku.